# Live Sentence
Live Sentence è un live album della band Alcatrazz pubblicato nel 1984 per l'etichetta discografica Grand Slamm Records.

## Tracce
1. Too Young to Die, Too Drunk to Live (Bonnet, Malmsteen)
2. Hiroshima Mon Amour (Bonnet, Malmsteen)
3. Night Games (Hamilton)
4. Island in the Sun (Bonnet, Malmsteen, Waldo)
5. Kree Nakoorie (Bonnet, Malmsteen, Waldo)
6. Coming Bach
7. Since You've Been Gone (Ballard)
8. Evil Eye (Malmsteen)
9. All Night Long (Blackmore, Glover) (Rainbow Cover)

## Formazione
- Graham Bonnet - voce
- Yngwie Malmsteen - chitarra
- Gary Shea - basso
- Jan Uvena - batteria
- Jimmy Waldo - tastiere